# Au pays du rythme
Pour plus de détails, voir Fiche technique et Distribution.
Au pays du rythme (Star spangled rhythm) est un film américain en noir et blanc réalisé par George Marshall et A. Edward Sutherland (non crédité), sorti en 1942.

## Synopsis
Dans les studios Paramount, un standardiste entreprenant gère, avec l'aide de son petit ami, la mise en place d'un grand spectacle de variétés pour les marins sur le point de partir pour le front, avec la participation de la plupart des stars de la Paramount. Ils interpréteront de scènettes et des chansons, toutes dirigées par un spécialiste du genre.

## Fiche technique
- Titre français : Au pays du rythme
- Titre original : Star Spangled Rhythm
- Réalisation : George Marshall et A. Edward Sutherland (non crédité)
- Production : Joseph Sistrom
- Société de production : Paramount Pictures
- Scénario : Melvin Frank, George S. Kaufman, Arthur A. Ross et Norman Panama
- Photographie : Leo Tover et Theodor Sparkuhl
- Musique : Robert Emmett Dolan
- Décors : Hans Dreier et Ernst Fegté
- Costumes : Edith Head
- Pays de production : États-Unis
- Format : noir et blanc - 35 mm - 1,37:1 - son Mono (Western Electric Mirrophonic Recording)
- Genre : Comédie et film musical
- Durée : 99 min
- Dates de sortie : 
  - États-Unis : 2 décembre 1942
  - France : 18 décembre 1946

## Distribution
Toutes les stars de la Paramount figurent dans ce film, parmi lesquelles :
- Betty Hutton : Polly Judson
- Victor Moore : William "Bronco Willy" Webster
- Eddie Bracken : Johnny Webster
- Walter Abel : B.G. DeSoto
- William Bendix
- Macdonald Carey
- Edward Fielding : Y. Frank Freemont

Acteurs non crédités
- Karin Booth : Kate
- William Haade : le sergent Duffy
- Arthur Loft : Casey
- Paul Porcasi

Dans leurs propres rôles
- Bing Crosby
- Bob Hope
- Paulette Goddard
- Veronica Lake
- Dorothy Lamour
- Susan Hayward
- Alan Ladd
- Fred MacMurray
- Ray Milland
- Franchot Tone
- Mary Martin
- Arthur Treacher
- Ernest Truex
- Eva Gabor
- Dona Drake
- Susanna Foster